# Дикая природа Кот-д’Ивуара

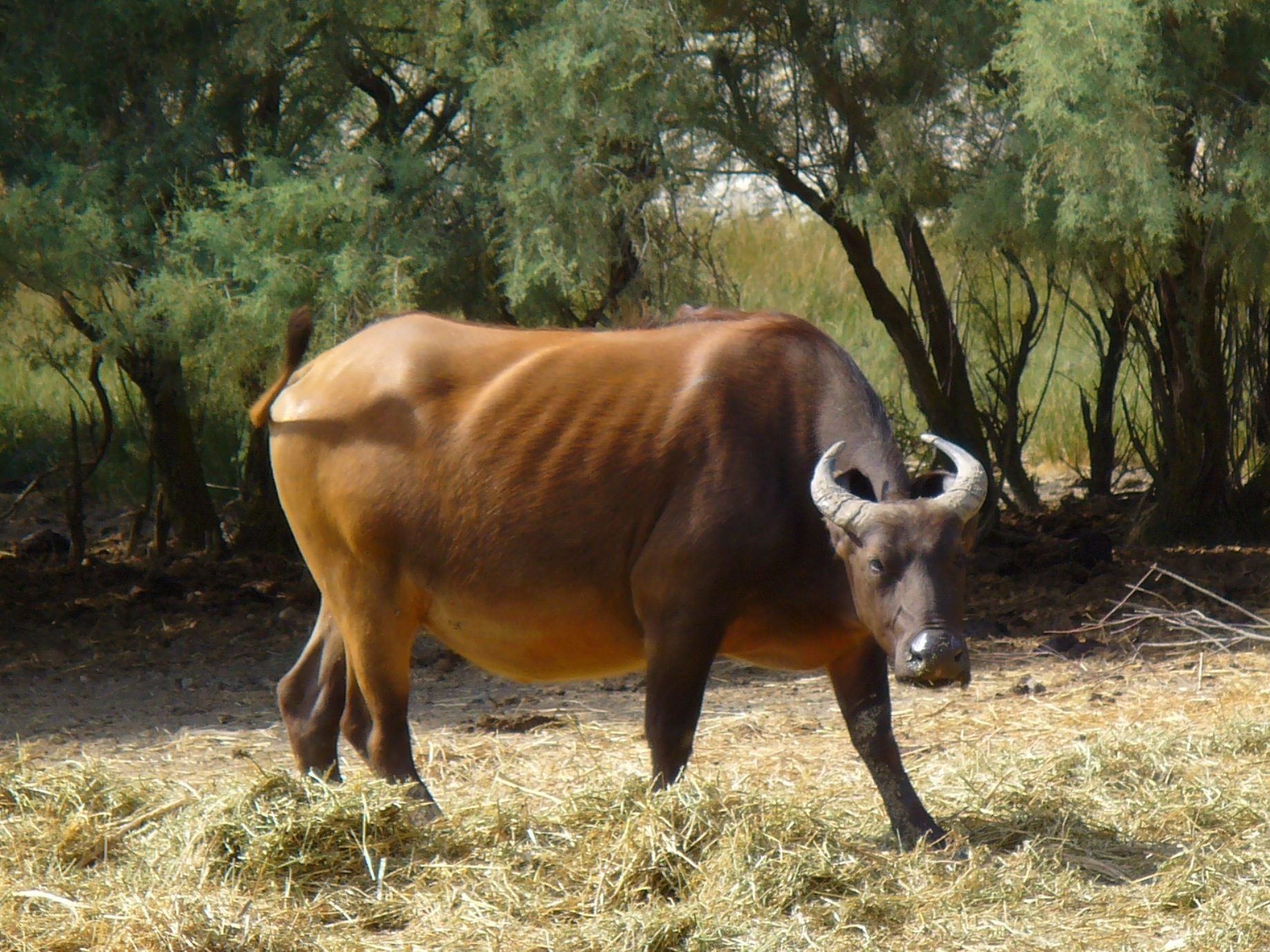
Африканский буйвол

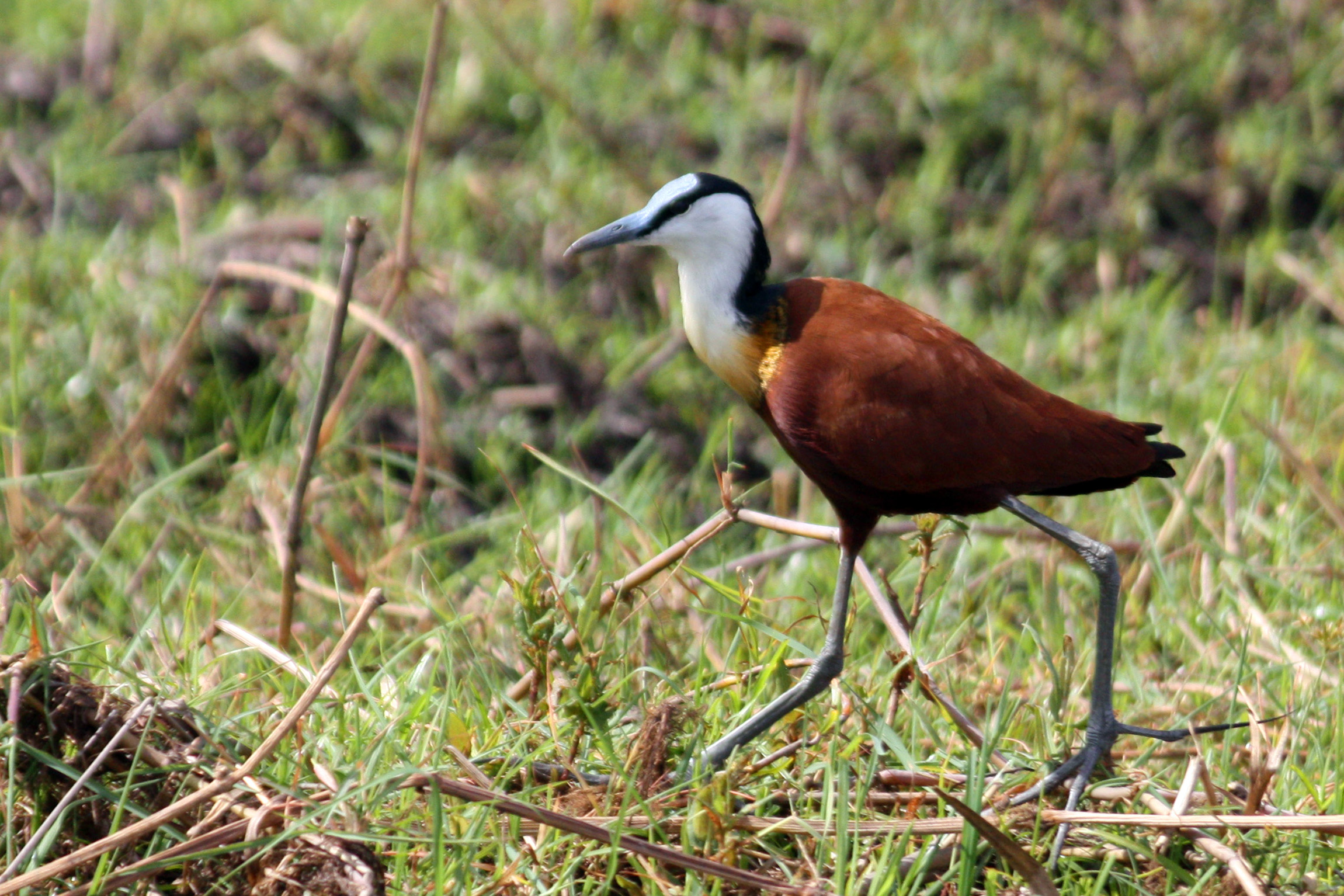
Африканская якана

Дикая природа Кот-д’Ивуара состоит из флоры и фауны этой страны, располагающейся в Западной Африке. Страна имеет длинное атлантическое побережье Гвинейского залива и целый ряд типов местообитаний. Когда-то покрытые тропическим дождевым лесом, большая часть этой среды обитания была расчищена, оставшаяся местность представляет собой галерейные леса и саванны с разбросанными группами деревьев, что привело к снижению биоразнообразия. По состоянию на 2016 год в Кот-д’Ивуаре было зарегистрировано 252 вида млекопитающих, 745 видов птиц, 153 вида рептилий, 80 видов земноводных, 671 вид рыб и 3660 видов сосудистых растений.

## География

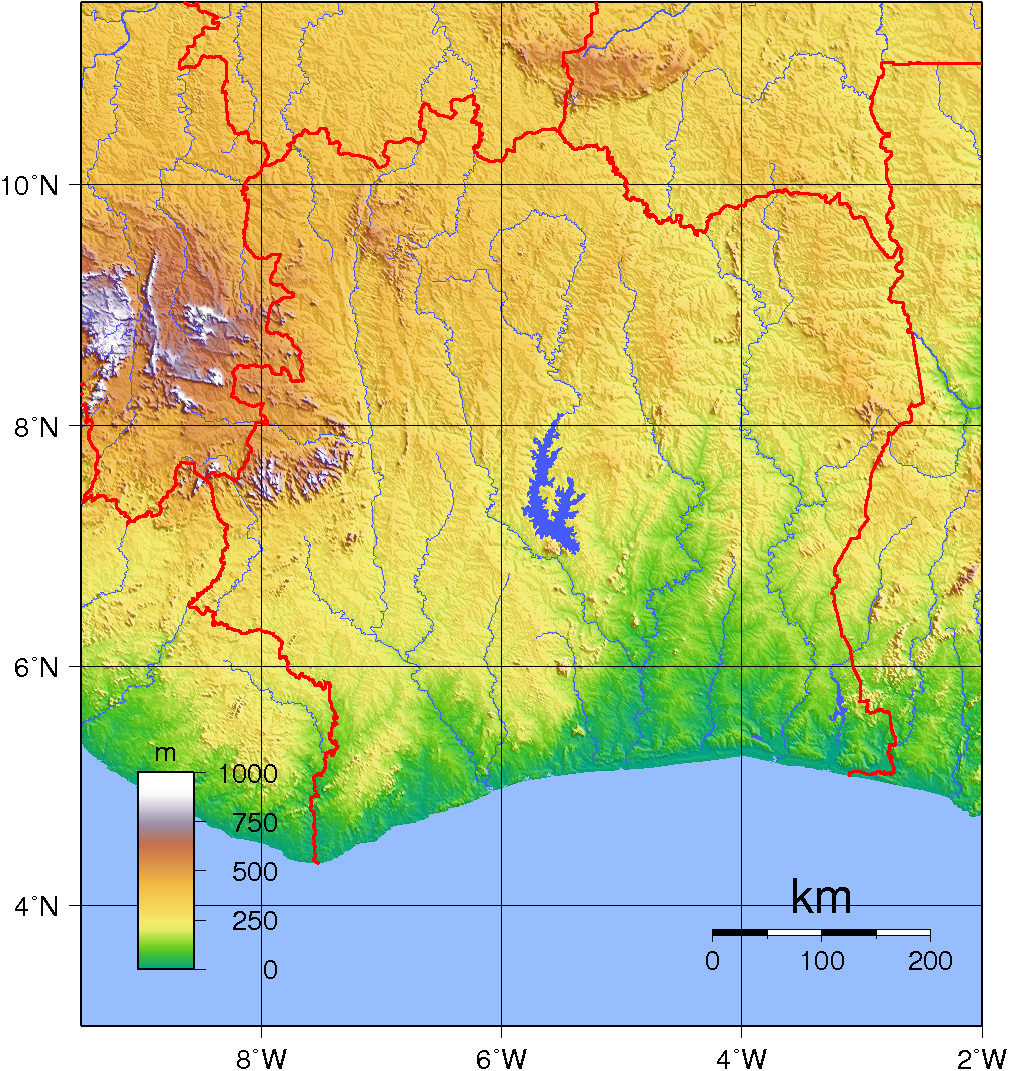
Топография Кот-д’Ивуара до создания озера Буйо

Кот-д’Ивуар — это страна, расположенная в западной части Африки к югу от Сахары и к северу от экватора, граничащая с Либерией и Гвинеей на западе, Мали и Буркина-Фасо на севере и Ганой на востоке. К югу находится Гвинейский залив с береговой линией протяжённостью 515 км (320 миль), где имеется сеть лагун. Земля поднимается с юга на север, местность в основном равнинная или холмистая, с горами на западе и северо-западе. Самая высокая точка — гора Ричард-Молард на границе с Гвинеей, достигающая 1752 метров (5748 футов). Основные реки текут с севера на юг. Плотина на реке Бандама, самой длинной водной артерии в стране, создала искусственное озеро Косу, в то время как другая плотина на реке Сасандра создала довольно небольшое озеро Буйо.
Леса, расположенные в горах на западе страны, недалеко от границы с Гвинеей и Либерией, классифицируются как гвинейские горные леса. Гвинейская лесосаванна простирается через центр страны с востока на запад и является переходной зоной между прибрежными лесами и внутренними саваннами. Лесосаванна связывает саванну, лесные и луговые местообитания. Северное побережье Кот-д’Ивуара является частью экорегиона Суданская саванна, состоящего из тропических и субтропических лугов, саванн и кустарников. Это зона латеритных или песчаных почв, растительность на которой уменьшается с юга на север. Средняя температура составляет от 25 до 30 °C (от 77 до 86 °F). Основной сезон дождей приходится на период с мая по сентябрь, а оставшаяся часть года на севере страны засушлива, так как дует ветер Харматан. На юге количество осадков выше (2000 мм (80 дюймов) в год и вдвое больше, чем на севере), и в большинстве месяцев выпадает немного осадков.

## Флора

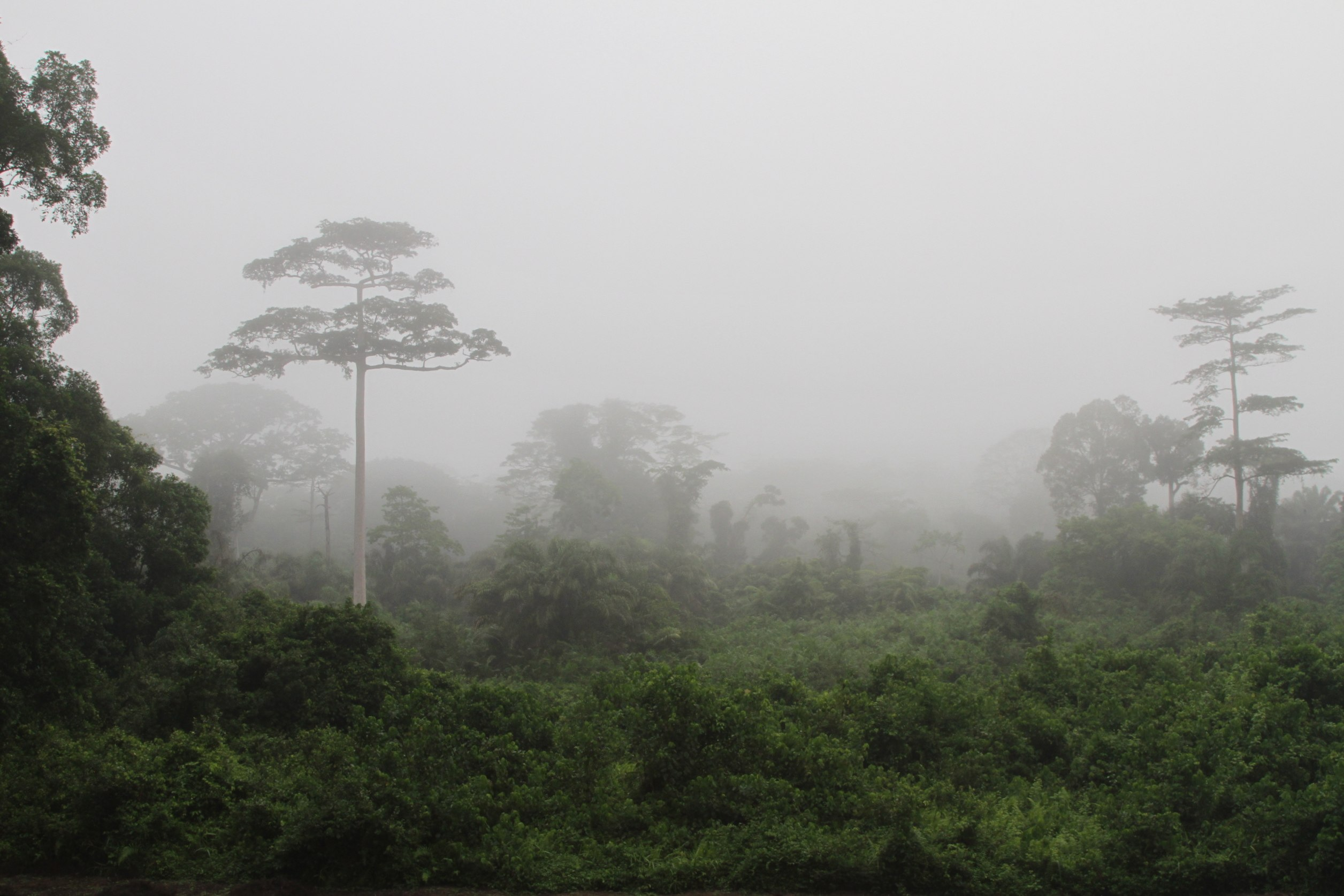
Тропический лес с растущими деревьями в национальном парке Таи

По состоянию на 2016 год в Кот-д’Ивуаре было зарегистрировано 3660 видов сосудистых растений. В лагуне Ébrié преобладают мангровые заросли и травянистая растительность, включающая как корневые, так и плавающие водные растения. Дальше вглубь страны находятся обширные болота с более крупными травянистыми растениями и небольшими деревьями.
На юго-западе страны национальный парк Таи защищает самую большую площадь лесов, сохранившихся в поясе тропических лесов Верхней Гвинеи в Западной Африке. Растительность представляет собой преимущественно густой вечнозелёный омброфильный лес с растущими деревьями высотой до 60 м (200 футов), с массивными стволами и большими ходульными корнями. Этот зрелый тропический лес включает около 1300 видов высших растений и был объявлен объектом Всемирного наследия и биосферным заповедником ЮНЕСКО. Ещё одна охраняемая территория — национальный парк Комоэ, расположенный недалеко от границы с Буркина-Фасо. Здесь есть множество мест обитания, включая галерейные леса, редколесья, открытые саванны и водно-болотные угодья.

## Фауна
По состоянию на 2016 год в Кот-д’Ивуаре было зарегистрировано 252 вида млекопитающих, 745 видов птиц, 153 вида рептилий, 80 видов земноводных и 671 вид рыб. В мелководных частях лагуны Ébrié обитает целый ряд беспозвоночных, включая многощетинковых червей, немертин, олигохет, изопод, бокоплавов и креветок. Здесь было зарегистрировано более ста видов рыб, а в лагуне и окружающих её болотах обитают карликовый бегемот (Choeropsis liberiensis), нильский крокодил (Crocodylus niloticus), африканский узкорылый крокодил (Mecistops cataphractus), тупорылый крокодил (Osteolaemus tetraspis) и африканский ламантин (Trichechus senegalensis).
Рост численности населения и гражданские войны, а также вырубка лесов, увеличение площади плантаций, охотой на диких животных и другими факторами привели к сокращению разнообразия среди животных в Кот-д’Ивуаре, так что многие из них в настоящее время ограничены охраняемыми территориями. Среди 135 видов млекопитающих, зарегистрированных в национальном парке Комоэ, есть 11 видов приматов, включая оливкового бабуина (Papio anubis), зелёную мартышку (Chlorocebus sabaeus), малую белоносую мартышку (Cercopithecus petaurista), мартышку мону (Cercopithecus mona), чёрно-белых колобусов (Colobus), дымчатого мангобея (Cercocebus atys) и западноафриканского шимпанзе (Pan troglodytes verus). В общей сложности здесь наблюдалось 17 видов хищников, но гепарды (Acinonyx jubatus), гиеновидные собаки (Lycaon pictus) и львы (Panthera leo), похоже, больше не встречаются. Здесь также присутствует 21 вид парнокопытных, включая бегемотов (Hippopotamus amphibius), кустарниковых свиней (Potamochoerus larvatus), бородавочников, буйволов (Syncerus caffer), коб (Kobus kob), рыжебокого дукера (Cephalophus rufilatus), бушбока (Tragelaphus scriptus), водного козла (Kobus ellipsiprymnus), лошадиной антилопы (Hippotragus equinus) и ориби (Ourebia ourebi). Млекопитающие, зарегистрированные в национальном парке Таи, включают карликового бегемота и 11 видов обезьян, а также африканских лесных слонов (Loxodonta cyclotis), буйволов, панголин (Pholidota), бушбуков, леопардов (Panthera pardus), шимпанзе (Pan troglodytes) и зебр (Hippotigris). Рептилии включают крокодилов, ящериц и хамелеонов, а также змей, таких как рогатые гадюки, мамбы и питоны.
Среди 745 видов птиц, зарегистрированных в стране, 10 видов морских птиц и 119 видов водоплавающих, остальные птицы являются наземными. В стране нет эндемичных видов, но её посещают 197 видов перелётных птиц. Некоторые известные виды птиц включают 6 видов стервятников, хищных птиц, сов, 8 видов аистов, африканских якан, ибисов, цапель, ржанок, попугаев, 11 видов птиц-носорогов, голубей и многих более мелких воробьиных.